# باشگاه فوتبال دپورتیوو مورون
باشگاه فوتبال دپورتیوو مورون یا کلاب دپورتیوو مورون یک باشگاه فوتبال آرژانتینی است که در شهر مورون - بوئنوس آیرس قرار دارد. باشگاه در حال حاضر در لیگ دسته دوم آرژانتین بازی می‌کند.
دپورتیوو مورون در سال ۱۹۴۷ تحت نام کلاب اسپورتیوو مورون تأسیس شد. سه سال بعد باشگاه به عضویت فدراسیون فوتبال آرژانتین درآمد و رقابت را از ترسرا د آسنسو (سومین سطح فوتبال آرژانتین) آغاز کرد. در سال ۱۹۵۱ نام باشگاه به کلاب دپورتیوو مورون (نام کنونی) تغییر یافت.

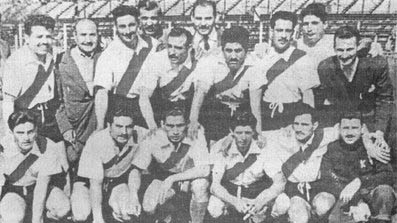
ترکیبی که برای نخستین بار در سال ۱۹۵۵ قهرمان دسته چهارم شد.